# Joey Heatherton
Joey Heatherton, geboren als Davenie Johanna Heatherton (* 14. September 1944 in Rockville Centre, Long Island, New York) ist eine US-amerikanische Schauspielerin, Tänzerin und Sängerin, die den Höhepunkt ihrer Popularität in den 1960er Jahren hatte.

## Leben
Heatherton ist die Tochter des Fernsehpioniers Ray Heatherton (1909–1997). Joey begann ihre Karriere als Kinderdarstellerin und trat zwischen 1961 und 1963 zeitweilig in der The Perry Como Show auf, wo sie einen überschwänglichen Teenager spielte, der sich andauernd in den Fünfziger „Mr. C“ verknallte. Ein Jahr später wurde sie für ihre Darstellung in dem Film Rufmord für den Golden Globe Award als Beste Nachwuchsdarstellerin nominiert.

## Filmografie (Auswahl)

### Filme
- 1963: Rufmord (Twilight of Honor)
- 1964: Wohin die Liebe führt (Where Love Has Gone)
- 1965: My Blood Runs Cold
- 1972: Blaubart (Barbe bleu)
- 1977: The Happy Hooker Goes to Washington
- 1986: The Perils of P.K.
- 1990: Cry-Baby
- 2002: Reflections of Evil

### Fernsehsendungen
- 1968: Dean Martin Presents the Golddiggers
- 1968: Von Mäusen und Menschen (Of Mice and Men)
- 1969: The Ballad of Andy Crocker
- 1971: The Powder Room (unverkaufter Pilotfilm)
- 1973: Gaststar in der Pilotfolge von Klimbim
- 1975: Joey & Dad (nach einigen Wochen abgesetzt)